# Ocaña, retrato intermitente
Ocaña, retrato intermitente es un documental español, dirigido por Ventura Pons en 1978, que retrata la Barcelona posfranquista a través de la mirada del artista José Pérez Ocaña.

## Argumento

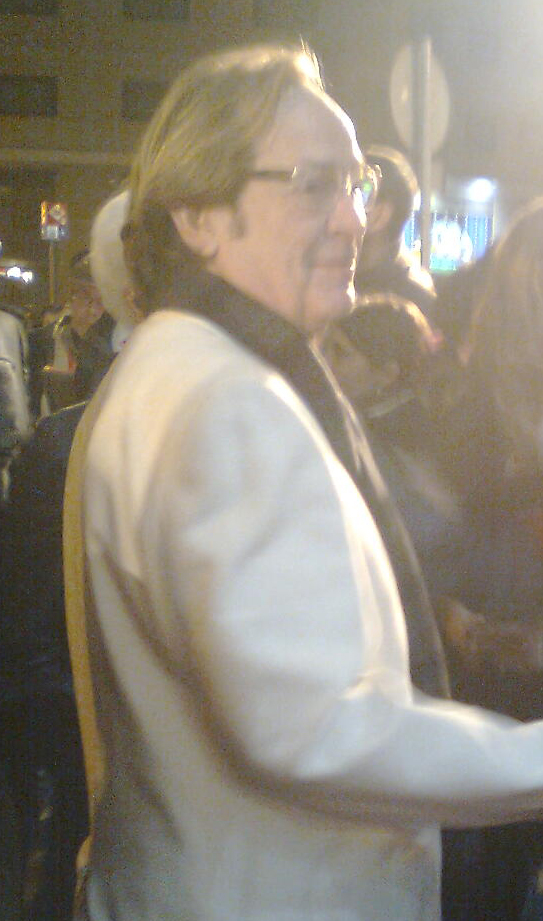
Ventura Pons realizó su debut cinematográfico con este documental centrado en la figura de José Pérez Ocaña.

El pintor y travesti andaluz José Pérez Ocaña nos muestra y relata a lo largo de la película su forma de vida alternativa así como sus peculiares puntos de vista sobre la religión, fetichismos, etc. También se hace un revelador retrato de la Barcelona de principios de la transición, donde vivía, y su ambiente gay en tiempos en los que todavía estaba vigente la ley de peligrosidad social que se había utilizado para la represión de los homosexuales.
En ese “retrato” que captura la cámara de Ventura Pons, Ocaña carga contra las convenciones sociales (“¿por qué no quitarse la ropa?”, preguntará al inicio) y contra la represión sexual, actitud que es síntoma de sus propias vivencias y experiencias en Cantillana, el pueblo sevillano donde se crio. “Yo en lo único que creo es en las personas”, añadirá después, rechazando todo tipo de etiqueta que lo clasifique a él o a nadie. De hecho, a lo largo del documental, se reivindicará de dos maneras: a través de su cuerpo y de su capacidad performativa, con sus actuaciones en el cementerio y en las Ramblas de Barcelona, y a través de su labor artesanal de pintor (y escultor). “No soy travesti”, soy “teatrero”, dirá haciendo referencia al poder que considera tiene el sujeto para actuar en libertad.
Su visión de la política, así como de la religión, va más allá de lo que marcan las siglas de un partido o la iglesia. Es interesante, a este respecto, su descripción como “libertataria”, neologismo que enlaza con esa forma de ver la vida sin sometimientos ni clasificaciones. En este sentido hay que entender también sus acercamientos a la religión, mucho más próximos al folclore popular y a la devoción que se vive en las fiestas y romerías típicas de Andalucía que al adoctrinamiento de la Iglesia católica.
Es interesante pensar esta grabación desde una doble perspectiva: por un lado, como archivo que nos permite pensar el posfranquismo no exclusivamente desde Barcelona, sino desde tal ciudad en comunicación con Sevilla, origen de Ocaña; por otro, como documental desde el que uno cuenta su vida en primera persona, construyendo su relato e identidad con plena consciencia del momento que se vive.

## Producción
Rodada durante 1977, Ocaña, retrato intermitente fue la primera incursión tras las cámaras del realizador Ventura Pons. Filmada íntegramente en Barcelona, en el documental se pueden encontrar los testimonios, además de Ocaña, de un buen número de personalidades de la contracultura catalana de los años 70 como  Nazario, Camilo, Paco de Alcoy o María de la Rambla.
Presentada en la sección "Un certain regard" del Festival de Cannes de 1978 y en el Festival de Chicago de 1979, la película se estrenó en pantallas españolas el 1 de junio de 1978. Producida Josep Maria Forn y José Antonio Pérez Giner para las compañías Prozesa y Teide P.C. la película, rodada en color y en formato de 35 milímetros, tiene una duración de 85 minutos.

## Temas
Una de las cualidades más destacadas de la película, como indicó Fernando Trueba en la crítica que realizó en el Diario El País, es la de mostrar sin remilgos una personalidad subversiva y transgresora. Trueba indicó que el documental es una película tan arrogante como el personaje que retrata al que no se puede considerar un "bicho raro" sino una persona "normal y decididamente entrañable".

"Ocaña es un personaje difícilmente manipulable por unos y por otros. Ni es el cordero indefenso que algunos desearían ni su contestación es lo mínimamente ortodoxa que otros quisieran. Ocaña es un personaje rico, complejo, contradictorio."
Fernando Trueba en El País (1978) 

La película tiene una buena consideración crítica entre los portales dedicados al cine. En IMDb obtiene una puntuación de 7,4 sobre 10, basada en 74 opiniones. En FilmAffinity España, basándose en 431 votos, de 6,7 sobre 10.